# Старостав
Старостав (укр. Старостав) — село в Гороховской городской общине Луцкого района Волынской области Украины.
До 2020 года входило в Гороховский район.
Код КОАТУУ — 0720888303. Население по переписи 2001 года составляет 189 человек. Почтовый индекс — 45740. Телефонный код — 3379. Занимает площадь 7,3 км².